# Desmacidon clavatum
Desmacidon clavatum är en svampdjursart som beskrevs av Claude Lévi 1969. Desmacidon clavatum ingår i släktet Desmacidon och familjen Desmacididae.
Artens utbredningsområde är havet utanför Sydafrika. Inga underarter finns listade i Catalogue of Life.